# 马尔万·伊萨
马尔万·阿卜杜勒·卡里姆·阿里·伊萨（阿拉伯语：‎；1965年—2024年3月17日），巴勒斯坦武装分子，原哈马斯军事组织伊宰·丁·卡桑烈士旅副领导人，生于布赖吉难民营，2019年被美国认定为恐怖分子，2023年被欧盟认定为恐怖分子，参与筹划2023年哈马斯袭击以色列，2024年3月17日在以色列发动的空袭中被击毙。